# Amanda Frost
Amanda Emily Frost (ur. 21 marca 1991 w Riverside) – amerykańska koszykarka występująca na pozycji rzucającej.
9 grudnia 2016 została zawodniczką JAS-FBG Zagłębia Sosnowiec.

## Osiągnięcia
Stan na 21 marca 2020, na podstawie, o ile nie zaznaczono inaczej.
College
- Zaliczona do:
  - I składu:
    - Big Sky NCAA (2014)
    - All-California Community College Athletic Association (CCCAA – 2011)
    - All-Orange Empire (2011)

  - IV składu College Sports Madness Mid-Major All-American NCAA (2014)